# IC 4970
IC 4970 est une galaxie lenticulaire située dans la constellation du Paon. Sa vitesse par rapport au fond diffus cosmologique est de 4 682 ± 35 km/s, ce qui correspond à une distance de Hubble de 69,1 ± 4,9 Mpc (∼225 millions d'al). IC 4970 a été découverte par l'astronome américain DeLisle Stewart en 1900.
IC 4970 forme une paire de galaxies en interaction avec sa voisine NGC 6872. Selon la base de données Simbad, IC 4970 est une candidate au titre de galaxie à noyau actif. Une étude publiée en 2008, basée sur les observations des télescopes spatiaux Chandra (Rayons X) et Spitzer (Infrarouges), suggère que l'activité d'IC 4970 pourrait être de type Seyfert 2.
En raison d'une brillance de surface égale à 11,77 mag/am2, on peut qualifier IC 4970 de galaxie présentant une brillance de surface élevée.

## Galerie

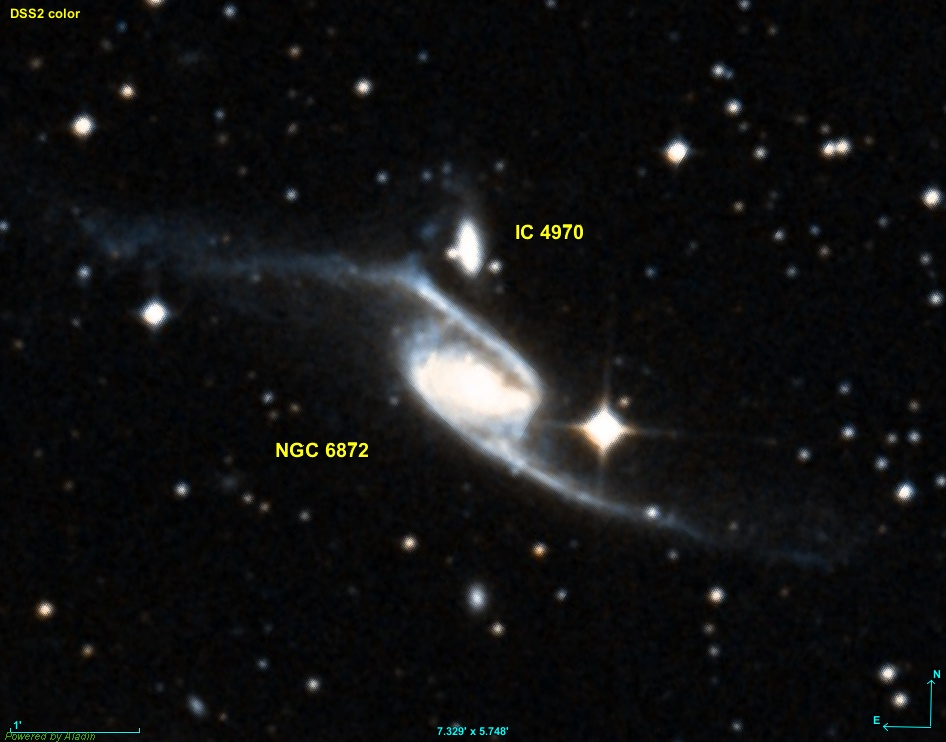
La paire de galaxies NGC 6872 et IC 4970 (relevé DSS).
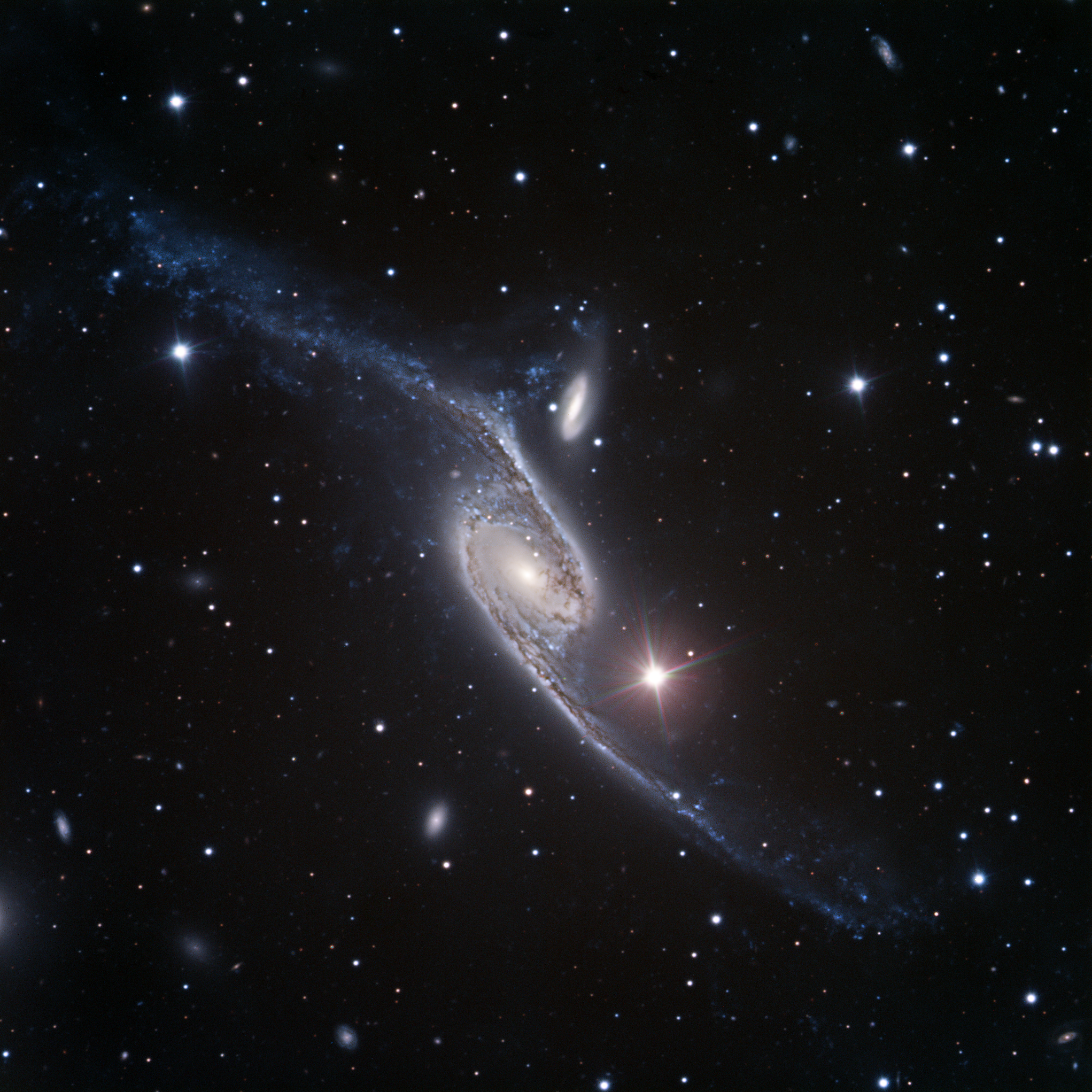
NGC 6872 et IC 4970 par l'ESO.